# Чемпионат Южной Америки по волейболу среди мужчин 2019
33-й чемпионат Южной Америки по волейболу среди мужчин проходил с 10 по 14 сентября 2019 года в двух городах Чили (Сантьяго и Темуко) с участием 8 национальных сборных команд. Чемпионский титул в 32-й раз в своей истории и в 27-й раз подряд выиграла сборная Бразилии.

## Команды-участницы
Аргентина, Боливия, Перу, Бразилия, Венесуэла, Колумбия, Чили, Эквадор.

## Система проведения чемпионата
Турнир состоял из предварительного этапа и плей-офф. 8 команд-участниц на предварительном этапе были разбиты на две группы, в которых команды играли в один круг. Первичным критерием при распределении мест в группах служило общее количество побед, затем количество набранных очков, соотношение партий, соотношение игровых очков и, наконец, результаты личных встреч. За победы со счётом 3:0 и 3:1 начислялось по 3 очка, за победу 3:2 — 2, за поражение 2:3 проигравший получал 1 очко и за поражения 1:3 и 0:3 очки не начислялись. По две лучшие команды из групп вышли в полуфинал плей-офф и в стыковых матчах определили двух финалистов, которые разыграли первенство. Проигравшие в полуфиналах разыграли бронзовые награды. Итоговые 5—8-е места по такой же системе были разыграны командами, занявшими в группах предварительного этапа 3—4-е места.

## Предварительный этап

### Группа А
Темуко
| М | Команда   | 1   | 2   | 3   | 4   | И | В | П | С/П | О |
| - | --------- | --- | --- | --- | --- | - | - | - | --- | - |
| 1 | Бразилия  |     | 3:1 | 3:0 | 3:0 | 3 | 3 | 0 | 9:1 | 9 |
| 2 | Аргентина | 1:3 |     | 3:0 | 3:0 | 3 | 2 | 1 | 7:3 | 6 |
| 3 | Колумбия  | 0:3 | 0:3 |     | 3:0 | 3 | 1 | 2 | 3:6 | 3 |
| 4 | Эквадор   | 0:3 | 0:3 | 0:3 |     | 3 | 0 | 3 | 0:9 | 0 |

10 сентября: Аргентина — Колумбия 3:0 (25:15, 25:12, 25:15); Бразилия — Эквадор 3:0 (25:10, 25:16, 25:14).
11 сентября: Аргентина — Эквадор 3:0 (25:11, 25:14, 25:12); Бразилия — Колумбия 3:0 (25:15, 25:10, 25:17).
12 сентября: Колумбия — Эквадор 3:0 (25:20, 25:14, 25:17); Бразилия — Аргентина 3:1 (25:23, 25:21, 18:25, 25:21).

### Группа В
Сантьяго
| М | Команда   | 1   | 2   | 3   | 4   | И | В | П | С/П | О |
| - | --------- | --- | --- | --- | --- | - | - | - | --- | - |
| 1 | Венесуэла |     | 3:1 | 2:3 | 3:0 | 3 | 2 | 1 | 8:4 | 7 |
| 2 | Чили      | 1:3 |     | 3:0 | 3:0 | 3 | 2 | 1 | 7:3 | 6 |
| 3 | Перу      | 3:2 | 0:3 |     | 3:0 | 3 | 2 | 1 | 6:5 | 5 |
| 4 | Боливия   | 0:3 | 0:3 | 0:3 |     | 3 | 0 | 3 | 0:9 | 0 |

10 сентября: Перу — Венесуэла 3:2 (22:25, 25:21, 25:21, 17:25, 16:14); Чили — Боливия 3:0 (25:9, 25:17, 25:13).
11 сентября: Венесуэла — Боливия 3:0 (25:13, 25:17, 25:19); Чили — Перу 3:0 (25:14, 25:17, 25:13).
12 сентября: Перу — Боливия 3:0 (25:12, 26:24, 25:14); Венесуэла — Чили 3:1 (25:22, 25:20, 21:25, 26:24).

## Плей-офф за 5—8 места
Темуко

### Полуфинал
13 сентября
Перу — Эквадор 3:0 (25:22, 25:22, 25:15).
Колумбия — Боливия 3:0 (25:19, 25:19, 25:18).

### Матч за 7-е место
14 сентября
Эквадор — Боливия 3:1 (22:25, 25:15, 25:23, 25:21).

### Матч за 5-е место
14 сентября
Перу — Колумбия 3:2 (25:23, 13:25, 20:25, 26:24, 15:10).

## Плей-офф за 1—4 места
Сантьяго

### Полуфинал
13 сентября
Аргентина — Венесуэла 3:0 (25:13, 25:16, 25:13).
Бразилия — Чили 3:0 (25:16, 25:17, 25:21).

### Матч за 3-е место
14 сентября
Чили — Венесуэла 3:0 (25:21, 25:18, 25:13).

### Финал
14 сентября
Бразилия — Аргентина 3:2 (24:26, 22:25, 31:29, 25:20, 15:13).

## Итоги

### Положение команд
| Бразилия     |
| Аргентина    |
| Чили         |
| 4. Венесуэла |
| 5. Перу      |
| 6. Колумбия  |
| 7. Эквадор   |
| 8. Боливия   |

### Призёры
Бразилия: Дуглас Коррейа ди Соуза (Дуглас), Исак Виана Сантос (Исак), Кледенилсон Батиста, Эдуардо Собриньо, Фернандо Жил Крелинг (Фернандо), Йоанди Леал Идальго, Матеос Биспо дос Сантос (Матеос), Уго Хамачер, Талес Густаво Хосс (Талес), Фелипе Морейра Рок, Алан Феррейра ди Соуза (Алан), Майк Рейс Насименто (Майк), Флавио Резенди Жуалберто (Флавио), Витор Алмейда Кардозо. Тренер — Ренан Дал Зотто.
  Аргентина: Матиас Гираудо, Матиас Санчес, Мартин Рамос, Агустин Лосер, Николас Себра, Хоакин Гальего, Ян Мартинес, Эзекиэль Паласиос, Николас Ласо, Лусиано Палонски, Лусиано Висентин, Бруно Лима, Герман Йохансен. Тренер — Марсело Мендес.
  Чили.

### Индивидуальные призы
| - MVP Алан Соуза - Лучшие нападающие-доигровщики Йоанди Леал Душан Боначич - Лучшие центральные блокирующие Флавио Жуалберто Габриэль Арайя | - Лучший связующий Матиас Санчес - Лучший диагональный нападающий Бруно Лима - Лучший либеро Сантьяго Данани |